# Clasificación de Conmebol para la Copa Mundial de Fútbol de 1958
Para la Copa Mundial de Fútbol de 1958 de Suecia, la Conmebol disponía de tres plazas de las dieciséis totales del Mundial, por lo que un total de nueve selecciones se disputaron las tres plazas.
Los nueve equipos se repartieron en tres grupos formados con tres equipos cada uno. El primer clasificado de cada grupo se clasificaba automáticamente para el Mundial. Si dos equipos empataban a puntos, se desempataba teniendo en cuenta la diferencia de goles acumulada. Y, en caso de persistir el empate, ambos equipos deberían jugar un partido en campo neutral, para decidir el que se obtenía la clasificación finalmente. Pero, al final, jugaron ocho equipos porque Venezuela se retiró de la competición por el golpe de Estado que había acontecido tres meses antes, la otra selección aunque estuvo ausente fue Ecuador por motivos de la organización del venidero Campeonato Sudamericano del año 1959 a disputarse al año siguiente en aquel país.

## Resultados

### Grupo 1
| Selección | Ptos.    | PJ       | PG       | PE       | PP       | GF       | GC       | Dif.     |
| --------- | -------- | -------- | -------- | -------- | -------- | -------- | -------- | -------- |
| Brasil    | 3        | 2        | 1        | 1        | 0        | 2        | 1        | +1       |
| Perú      | 1        | 2        | 0        | 1        | 1        | 1        | 2        | –1       |
| Venezuela | Retirado | Retirado | Retirado | Retirado | Retirado | Retirado | Retirado | Retirado |

- (R) Venezuela se retiró de la competición por el golpe de Estado de 1958.

| 13-4-1957 | Perú      | 1-1 | Brasil    | Lima, Perú            |                       |
|           | Terry 38' |     | Índio 47' | Árbitro(s): Rodríguez | Árbitro(s): Rodríguez |

| 21-4-1957 | Brasil   | 1-0 (Global 2-1) | Perú | Río de Janeiro, Brasil |                    |
|           | Didí 11' |                  |      | Árbitro(s): Marino     | Árbitro(s): Marino |

### Grupo 2
| Selección | Ptos. | PJ | PG | PE | PP | GF | GC | Dif. |
| --------- | ----- | -- | -- | -- | -- | -- | -- | ---- |
| Argentina | 6     | 4  | 3  | 0  | 1  | 10 | 2  | +8   |
| Bolivia   | 4     | 4  | 2  | 0  | 2  | 6  | 6  | 0    |
| Chile     | 2     | 4  | 1  | 0  | 3  | 2  | 10 | –8   |

| 22-9-1957 | Chile                  | 2-1 | Bolivia   | Santiago, Chile      |                      |
|           | Díaz 62' · Ramírez 68' |     | Alcón 36' | Árbitro(s): Wyssling | Árbitro(s): Wyssling |

| 29-9-1957 | Bolivia                      | 3-0 | Chile | La Paz, Bolivia      |                      |
|           | García 30' · Alcócer 70' 86' |     |       | Árbitro(s): Wyssling | Árbitro(s): Wyssling |

| 6-10-1957 | Bolivia                   | 2-0 | Argentina | La Paz, Bolivia      |                      |
|           | Alcócer 13' · Ramírez 75' |     |           | Árbitro(s): Wyssling | Árbitro(s): Wyssling |

| 13-10-1957 | Chile | 0-2 | Argentina                | Santiago, Chile      |                      |
|            |       |     | Menéndez 40' · Conde 61' | Árbitro(s): Wyssling | Árbitro(s): Wyssling |

| 20-10-1957 | Argentina                                   | 4-0 | Chile | Buenos Aires, Argentina |                      |
|            | Corbatta 1' 41' · Menéndez 13' · Zárate 45' |     |       | Árbitro(s): Wyssling    | Árbitro(s): Wyssling |

| 27-10-1957 | Argentina                                           | 4-0 | Bolivia | Buenos Aires, Argentina |                      |
|            | Zárate 8' · Corbatta 62' · Prado 63' · Menéndez 64' |     |         | Árbitro(s): Wyssling    | Árbitro(s): Wyssling |

### Grupo 3
| Selección | Ptos. | PJ | PG | PE | PP | GF | GC | Dif. |
| --------- | ----- | -- | -- | -- | -- | -- | -- | ---- |
| Paraguay  | 6     | 4  | 3  | 0  | 1  | 11 | 4  | +7   |
| Uruguay   | 5     | 4  | 2  | 1  | 1  | 4  | 6  | –2   |
| Colombia  | 1     | 4  | 0  | 1  | 3  | 3  | 8  | –5   |

| 16-6-1957 | Colombia   | 1-1 | Uruguay     | Bogotá, Colombia    |                     |
|           | Arango 15' |     | Ambrois 46' | Árbitro(s): Husband | Árbitro(s): Husband |

| 20-6-1957 | Colombia                 | 2-3 | Paraguay                                | Bogotá, Colombia    |                     |
|           | Gutiérrez 10' · Díaz 89' |     | A. Jara 34' · Agüero 68' · Aguilera 88' | Árbitro(s): Husband | Árbitro(s): Husband |

| 30-6-1957 | Uruguay           | 1-0 | Colombia | Montevideo, Uruguay |                     |
|           | Míguez 89' (pen.) |     |          | Árbitro(s): Husband | Árbitro(s): Husband |

| 7-7-1957 | Paraguay                     | 3-0 | Colombia | Asunción, Paraguay  |                     |
|          | E. Jara 11' 77' · Agüero 27' |     |          | Árbitro(s): Husband | Árbitro(s): Husband |

| 14-7-1957 | Paraguay                                       | 5-0 | Uruguay | Asunción, Paraguay  |                     |
|           | Amarilla 5' 48' 57' · A. Jara 88' · Agüero 90' |     |         | Árbitro(s): Husband | Árbitro(s): Husband |

| 28-7-1957 | Uruguay                   | 2-0 | Paraguay | Montevideo, Uruguay |                     |
|           | Benítez 8' · Martínez 88' |     |          | Árbitro(s): Husband | Árbitro(s): Husband |

## Estadísticas generales
| Selección | Ptos. | PJ | PG | PE | PP | GF | GC | Dif. | Rend.   |
| --------- | ----- | -- | -- | -- | -- | -- | -- | ---- | ------- |
| Argentina | 6     | 4  | 3  | 0  | 1  | 10 | 2  | +8   | 75,00 % |
| Paraguay  | 6     | 4  | 3  | 0  | 1  | 11 | 4  | +7   | 75,00 % |
| Brasil    | 3     | 2  | 1  | 1  | 0  | 2  | 1  | +1   | 75,00 % |
| Uruguay   | 5     | 4  | 2  | 1  | 1  | 4  | 6  | –2   | 62,50 % |
| Bolivia   | 4     | 4  | 2  | 0  | 2  | 6  | 6  | 0    | 50,00 % |
| Perú      | 1     | 2  | 0  | 1  | 1  | 1  | 2  | –1   | 25,00 % |
| Chile     | 2     | 4  | 1  | 0  | 3  | 2  | 10 | –8   | 25,00 % |
| Colombia  | 1     | 4  | 0  | 1  | 3  | 3  | 8  | –5   | 12,50 % |

## Clasificados
| Bandera de Brasil       | Bandera de Argentina    | Bandera de Paraguay     |
| Brasil                  | Argentina               | Paraguay                |
| Clasificado: 21/04/1957 | Clasificado: 27/10/1957 | Clasificado: 14/07/1957 |
| ----------------------- | ----------------------- | ----------------------- |

| Predecesor: Suiza 1954 | Clasificación de Conmebol para la Copa Mundial de Fútbol Suecia 1958 | Sucesor: Chile 1962 |

- Datos: Q5771505